# Bull Run

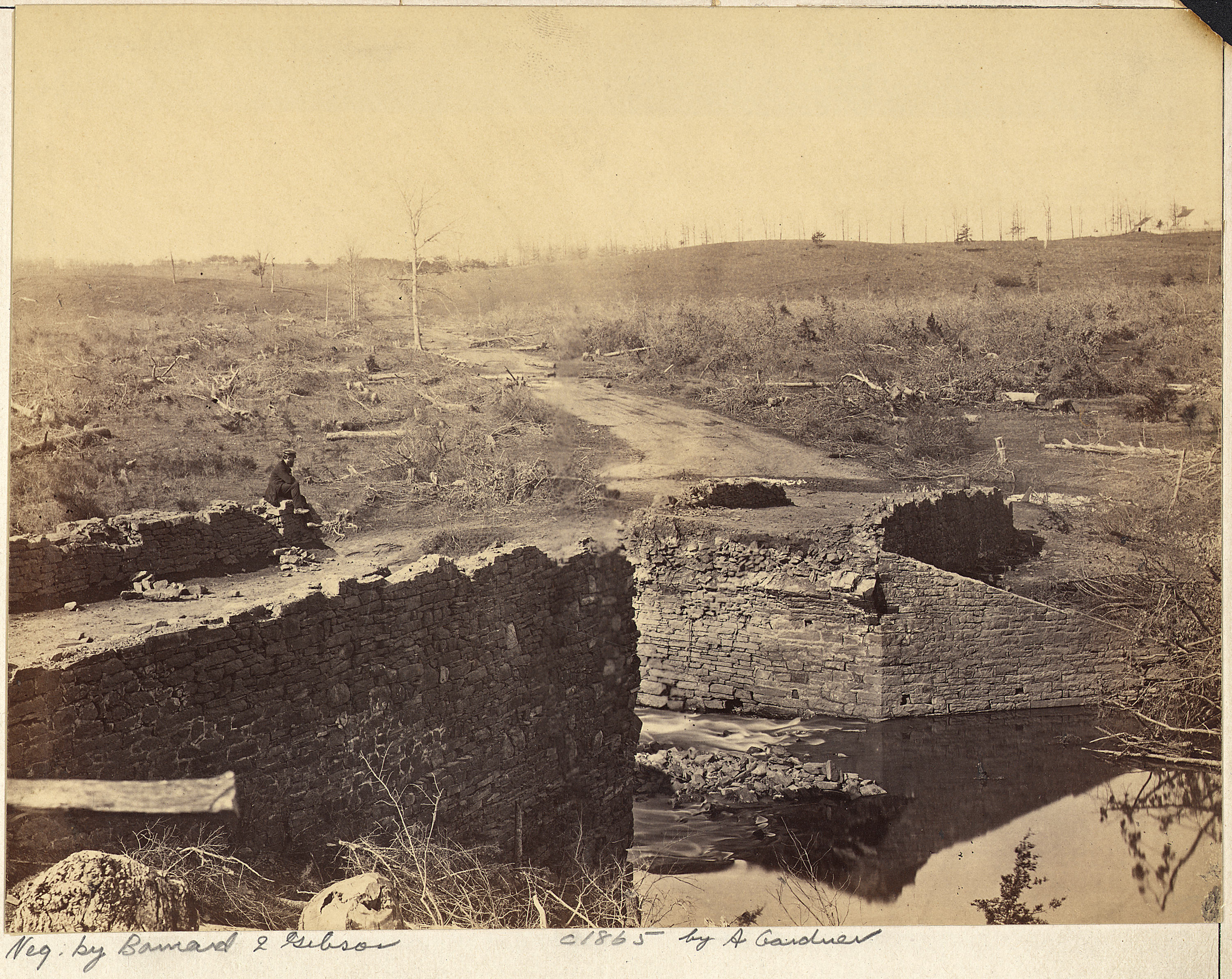
Ruinerna efter stenbron över Bull Run efter slaget 1862.

Bull Run är en liten flod i nordöstra delen av den amerikanska staten Virginia, med utlopp i ett av floden Potomacs tillflöden. Vid dess stränder utkämpades under amerikanska inbördeskriget första och andra slaget vid Bull Run.